# Marco Quaglia
Marco Quaglia (Roma, 1971) è un attore italiano.

## Biografia
È nato da padre italiano e madre inglese.
Diplomatosi presso l'Accademia Nazionale d'Arte Drammatica Silvio D'Amico, lavora in teatro, cinema e soprattutto in televisione, diventando popolare presso il grande pubblico per la partecipazione ad alcune stagioni della fiction televisiva Incantesimo, in cui ha il ruolo di Massimo Nardi.
Tra gli altri suoi lavori i film Benzina, regia di Monica Stambrini, e Il più bel giorno della mia vita, regia di Cristina Comencini, entrambi del 2001, e la serie tv Le stagioni del cuore (2004), regia di Antonello Grimaldi.

## Filmografia

### Cinema
- Tenera storia, regia di Joan Russell (1992)
- Nessuno, regia di Francesco Calogero (1992)
- Dentro il cuore, regia di Memè Perlini (1996)
- Miles, regia di Emiliano Corapi (1997)
- Il talento di Mr. Ripley (The Talented Mr. Ripley), regia di Anthony Minghella (1999)
- Benzina, regia di Monica Stambrini (2001)
- Il più bel giorno della mia vita, regia di Cristina Comencini (2001)
- Giving Voice - La voce naturale, regia di Alessandro Fabrizi (2009)
- Ex inferis, regia di Leonardo Araneo (2011)
- Romeo & Juliet, regia di Carlo Carlei (2013)
- Suburra, regia di Stefano Sollima (2015)
- Made in Italy - Una casa per ritrovarsi (Made in Italy), regia di James D'Arcy (2020)
- The Book of Vision, regia di Carlo S. Hintermann (2020)
- Miss Marx, regia di Susanna Nicchiarelli (2020)

### Televisione
- Stay Lucky, regia di G. McQueen - Episodio: A Roman Empire - Serie TV (1989)
- Lycée alpin, regia di Laurent Levy - Sit-Com (1992)
- La parola ai giurati - Episodio: Il caso Braibanti, regia di Franco Bernini (1995)
- In nome della famiglia, regia di Vincenzo Verdecchi (1995)
- Dopo la tempesta, regia di Andrea e Antonio Frazzi - Film TV (1995)
- Animali a sangue freddo, regia di Francesco Apolloni (1997)
- Incantesimo, registi vari - serial TV (1998-2002 e 2008)
- Il compagno, regia di Citto Maselli - Film TV (1999)
- In Love and War, regia di John Kent Harrison - Film TV (2001)
- Le stagioni del cuore, regia di Antonello Grimaldi - Serie TV (2004)
- Foodies, regia di Marco Bonini e Sinne Mutsaers (2012)
- I Borgia (Borgia) – serie TV (2013-2014)
- I Medici (Medici: Masters of Florence) – serie TV, episodi 1x02, 1x08 (2016)
- Mia and Me 3 – serie TV (2017)
- Petra, regia di Maria Sole Tognazzi, episodio 1x04 (2020)

### Cortometraggi
- Vorrei che fossi qui, regia di Francesco Rizzo (2010)
- Come va a finire?, regia di Angelo Caruso (2011)
- Stop Invasione!, regia di Leopoldo Medugno (2019)[1]

## Teatro
- Animali e sangue freddo, regia di Francesco Apolloni (1996)
- Pirandhorror, regia Marco Maltauro (1997)
- Di cosa abbiamo paura quando abbiamo paura del buio, regia Alessandro Fabrizi (1998)
- Il Gabbiano di Anton Čechov, regia di Marco Maltauro (1999)
- Le Coefore di Eschilo, regia Pierpaolo Sepe (2000)
- Fiato d’artista, regia Paola Pitagora (2002)
- Venditori d’anime di Alberto Bassetti, regia Marco Maltauro (2003)
- The Waves, regia di Alessandro Fabrizi (2004)
- Ritratto Frontale, regia di Alessandro Fabrizi (2004)
- Dal suo punto di vista di Hervé Guibert, regia di Nicola Russo (2005)
- Cardiff East di Peter Gill, regia Tim Stark (2005)
- Bartleby The Scrivener, regia Alessandro Fabrizi (2005-2006)
- Il dolce canto degli dei, regia Renato Giordano e Giancarlo Giannini (2006)
- Jim Morrison & The Doors, regia Marco Maltauro (2007)
- Dignità autonome di prostituzione, regia Luciano Melchionna (2008)
- Mojo di Jez Butterworth, regia di Pietro Bontempo (2010)
- Bizarra di Rafael Spregelburd, regia di Manuela Cherubini (2011)
- Physique Du Role, regia di Nicola Russo (2011-2012)
- Oltre i verdi campi di Nick Withby, regia di Georgia Lepore (2014)
- Time out, regia di Francesca Satta Flores (2014)
- Vecchi per niente, ispirato da la forza del carattere di James Hillman, regia di Nicola Russo, prodotto da Teatro Franco Parenti (2015)
- Breve racconto domenicale di Matiás Feldman, traduzione e regia di Manuela Cherubini, prodotto da Psicopompo Teatro (2015)
- Echoes di Lorenzo De Liberato, regia di Stefano Patti (2015)[2]
- Aspettando Godot di Samuel Beckett, regia di Alessandro Averone (2016-2019)[3]
- Lonelidays #2 - Exile di Lorenzo De Liberato, regia di Lorenzo De Liberato (2017)[4]
- Farsi fuori di Luisa Merloni, regia di Luisa Merloni, prodotto da Psicopompoteatro (2017-2020)[5][6]